# Urpo Ylönen
Temple de la renommée de l'IIHF : 1997
Temple de la renommée finlandais : 1988
Urpo Ylönen (né le 25 mai 1943 à Käkisalmi en Finlande) est un joueur professionnel finlandais de hockey sur glace qui évoluait au poste de gardien de but.

## Biographie

### Joueur
Ylönen évolue tout d'abord pendant 13 saisons avec le TuTo Turku dans la SM-Sarja, ligue amateur finlandaise. En 1967, 1968, 1970 il est nommé joueur finlandais de l'année. Lorsque celle-ci devient une ligue professionnelle et adopte le nom de SM-liiga en 1975, il rejoint le TPS Turku et remporte immédiatement le titre de champion de Finlande. Après quatre saisons avec le TPS, il termine sa carrière en Allemagne de l'Ouest, en jouant pendant trois années avec le EHC Freiburg.
Au niveau international, il est convoqué dès 1963 dans l'équipe nationale finlandaise. De 1963 à 1976, il participe à huit championnats du monde et trois Jeux olympiques. En 1968, il fait partie de la deuxième équipe d'étoiles des Jeux olympiques puis, en 1970, il est nommé meilleur gardien du championnat du monde

### Entraîneur
Il a mené l'équipe junior finlandaise à la médaille d'or lors des championnats du monde de 1987 et la médaille de bronze à ceux de 1988.

### Postérité
En 1988, il est intronisé au Temple de la renommée du hockey finlandais et devient le Jääkiekkoleijona (« Lion du hockey sur glace ») numéro 61. En 1995, la SM-liiga l'honore en renommant le trophée remis au meilleur gardien de la saison trophée Urpo-Ylönen. En 1997, c'est au tour de la fédération internationale de hockey sur glace de lui rendre hommage en l'intronisant à son propre temple de la renommée.